# آیزاک لیون کندل
آیزاک لیون کندل (به انگلیسی: Isaac Leon Kandel) ‏ (۱۹۶۵–۱۸۸۱ اروین بولاک) سال‌ها رهبر آموزش و پرورش تطبیقی و بین‌المللی بود.
وی در رومانی از والدین بریتانیایی متولد شد.
خیلی زود مدارک لیسانس و فوق لیسانس و نیز گواهی نامه تدریس خود را از دانشگاه منچستر بریتانیا کسب کرد.
با احترامی که نسبت به یکی از استادان خویش «سر میشل سدلر» –یکی از استادان دانشگاه منچستر قائل بود، و با توصیه وی برای ادامه تحصیلات و دریافت مدرک PHD به آمریکا رفت و در دانشگاه کلمبیا به ادامه تحصیل پرداخت.
در سال ۱۹۰۸ کندل در آمریکا شروع به مطالعه آموزش و پرورش تطبیقی و بین‌المللی درteachers college نمود. در ۱۹۱۰ پس از دو سال مطالعه، موفق به دریافت مدرک PHD گردید. پایان‌نامه اش با عنوان «آموزش معلمان مدارس ابتدایی در آلمان بود» که براساس تحقیقات پژوهش گرانه و مشاهدات دست اولش از مدارس آموزش معلمان در آلمان صورت داد که این پایان‌نامه در همان سال ۱۹۱۰ از طرف انتشارات دانشکده teachers college به صورت کتاب منتشر شد. کندل در تمرینات آموزش معلمان آلمانی نسبت به معلمان آمریکایی جای ارائه پیشنهاد و راه کار می‌دید و این باعث شد تاوی این را در تحقیق خود جزئی نگرانه تر بررسی کند. وی گمان می‌کرد آلمان سیستم معتبری را در آموزش مربیان مدارس اش در مقطع ابتدایی داراست. او قادر به دیدن توانایی خای منحصربه‌فرد خارج از زمینه‌های تاریخی، سیاسی، اجتماعی و فرهنگی هر ملیت بود. وی به جای دیدن سیستم آموزش و پرورش هر ملت از لحاظ برتری روی دیگر سیستم‌های آموزشی، جنبه ساختگی بودن این سیستم‌ها را مشاهده می‌کرد.
ضعفی که اغلب کندل در سیستم آموزش و پرورش یک ملت ذکر می‌کرد بر روی سیستم سیاسی آن ملت نیز تأثیرگذار بود. این به معنا نفوذ اعمال شده توسط حکومت مرکزی که از سمت چپ (کمونیسم) و از سمت راست (فاشیسم و نازیسم) حاکم بود، می‌شد. کندل تلاش می‌کرد تا مخالف باشد ولی اغلب در آثارش می‌نوشت که این برای هر ملتی پذیرفتنی است که نوعی از سیستم آموزشی داشته باشد که دکوکرات است (طرفدار اصول حکومت است). شاید این به تناقض ذکر شده کمک کند: از یک طرف او قادر به دیگر توانایی‌های واقعی آموزش معلمان در سیستم آموزش و پرورش حکومت دیکتاتوری آلمان بود اما از یک طرف دیگر او نمی‌توانست توصیه‌هایی به این سیستم دموکرات آموزش و پرورش آمریکا داشته باشد.
کندل نماینده‌ای پیشرو در مکتب فکری آموزش و پرورش تطبیقی مشهور به کارکردگرایی تاریخی شد. ایده اصلی این مکتب در این زمینه است که سیستم‌های آموزش و پرورش در یک خلأ عمل نمی‌کند بلکه به‌طور جدایی ناپذیری مرتبط با دیگر نهادهای سیاسی و اجتماعی هستند. و اغلب می‌تواند به وسیله تحلیل محتوا و محیط‌های تاریخی، فرهنگی، سیاسی، اجتماعی و اقتصاد بهتر درک شود.
طبق نظر کندل یک متخصص آموزش تطبیقی کسی است که بخواهد سیستم‌های متنوع آموزش و پرورش مدارس در هر ملت را درک کند و نباید تنها به جمع‌آوری اطلاعات واقعی و مهم مربوط به آن سیستم آموزشی بسنده کند. وی باید دست به حفاری عمیقی برای بررسی و پژوهش بزند زیرا مشکلات عمده و ریشه‌ای در سیستم‌های آموزش و پرورش در سراسر جهان تولید شده‌اند.
یک تطبیق گر کسی است که علل به وجود آمده این مشکلات عمده را در مکان وقوع تعیین می‌کند و راه حل‌های گرفته شده توسط هر ملت را و نیز علت چرا این راه حل‌ها ترجیح داده شده‌اند را بررسی می‌کند.
برای کندل آموزش و پرورش تطبیقی به عنوان استمراری از مطالعه تاریخ آموزش و پرورش در زمان حال در نظر گرفته می‌شد.

## کارکردگرایی تاریخی
از میان تئوری‌های روش‌شناسی و نظری کندل در آموزش و پرورش تطبیقی که راهنمای بسیاری از پژوهش‌های مرتبط در دههٔ ۱۹۶۰ و نیز در دههٔ ۱۹۷۰ بود، تئوری کارکردگرایی تاریخی کندل گسترده‌تر و محبوب تر بود.
تئوری تجزیه و تحلیل تطبیقی کندل در موضوع آموزش و پرورش به پژوهشگرانی با دانستن بیش از دو زبان خارجی برای کار و نیز آشنایی با علوم سیاسی، انسان‌شناسی، اقتصاد، جامعه‌شناسی و جغرافیا داشت. محققی که بر روی سیستم آموزش و پرورش به تنهایی و بدون پژوهش‌های عمیق‌تر در حوزه‌های فرهنگی، سیاسی و اجتماعی مطالعه می‌کند، قادر به دستیابی نتایج معناداری نخواهد شد. حتی اگر مطالعه اش بر روی سیستم آموزش و پرورش کشور خودش باشد. کندل یکی از تطبیق گران برجسته اوایل قرن ۲۰ بود که مفهوم مطالعه بر روی آموزش و پرورش یک ملت را با توجه به درک کلی از ساختار جامعه گسترش داد.
در اوایل ۱۹۲۴ وی بیان نمود که راه کارها و راه حل‌ها در یک کشور نمی‌تواند به‌طور کامل جوابگوی حل مشکلات کامل در کشوری دیگر باشد، کشور دارای مشکل در سیستم آموزشی باید با پذیرش این راه کارها به پر کردن خلاءهای موجود در چهارچوب‌های اقتصادی، فرهنگی و اجتماعی و سیاسی خویش بپردازد. وی اذعان نمود که بسیاری از پیشرفت‌های آموزشی که در یک کشور ایجاد می‌شود در نتیجه اعمال موفقیت‌آمیز راه کارهای آزمایش شده در کشوری دیگر است که به سیستم آموزشی کشور وارد شده‌است و نیز باور داشت بسیاری از شکست‌ها در نتیجه یاد نگرفتن و مطالعه نکردن تمرینات و تجربیات موفقیت‌آمیز در دیگر کشورها بوده‌است.
کندل باور داشت که پیشرفت‌های بسیار مهم در جهان می‌تواند به وسیله مبادلات تجربیات آموزشی بین ملت‌ها اتفاق افتاد. او نوشت «سیستم آموزش و پرورش نمی‌تواند از کشوری به کشورها منتقل شود اما نظریات، تمرینات، ابزار و سایر شرایط می‌تواند ارتقاء یابد حتی در جائی که شرایط متفاوت است». دیدگاه کندل در آموزش و پرورش تطبیقی و جهانی یک رویکرد خوش‌بینانه بود چرا که علی‌رغم زندگی در میان دو جنگ جهانی با ترس و وحشت وصف ناپذیر به دور از انسانیت او هم چنان باور داشت که جهان جای بهتری خواهد شد و مردم برای این پیشرفت کمک خواهند کرد.
تحقیقات و آثار کندل بیش از نیم قرن مورد استفاده معلمان برای یادگیری بیشتر در مورد مردم و کشورهای دیگر و نیز نظریه‌ها و تجربیات دیگر کشورها قرار گرفت. کندل در ۲۷ ژوئیه ۱۹۱۵ با جسیکا سارادیویس در منچستر ازدواج کرد و تبدیل به یک شهروند آمریکایی در ۱۹۳۰ گردید. آن‌ها در Westport اقامت داشتند و صاحب دو فرزند به نام‌های Alan Davis و Helen Raphael شدند. بعدها در سال ۱۹۸۷ هلن نوشتهٔ شخصی پدرش را به مؤسسه Hoover در استنفورد کالیفرنیا اهدا نمود.
کندل خیلی زود علاقه اش را به مطالعه در زمینه آموزش و پرورش تطبیقی و جهانی بروز داد. در تابستان ۱۹۰۷ به آلمان به منظور پ‍وهش با متخصص Herbartion مشهور جهان ویلهم زین در Jena عازم آلمان شد. در ۱۹۱۳ در دانشگاه کلمبیا به سمت آموزشیار و در سال ۱۹۱۵ به استادیاری و سرانجام در سال ۱۹۲۳ به مقام استادی تمام منصوب گشت. وی بیش از چهار دهه در Teachers college خدمت نمود و در سال ۱۹۴۷ بازنشسته شد. در اوایل حرفه اش، کندل مأموران عالی‌رتبه آمریکایی از Bureau of Education را ملاقت می‌کرد که به وی اختیار نوشتن چند تک پ‍وهش دربارهٔ سیستم آموزشی مدارس کشورهای اروپایی از جمله فرانسه، آلمان و بریتانیا می‌داند. این آثار بین سال‌های ۱۹۱۳ و ۱۹۱۹ به‌طور رسمی به صورت پژوهش نامه مشهور شدند. به زودی این کار به مندل باری به شهرت رساندن اعتبارش به عنوان یکی از متخصصان برجسته در بنیاد کارنگی برای پیشرفت تدریس در سال‌های ۱۹۱۴ تا ۱۹۲۳ بود، وی آثارش را در موضوعات متنوعی همچون آموزش و پرورش حرفه‌ای، بازنشستگی معلمان و سیستم‌های آزمون تألیف نمود. در سال ۱۹۱۸ وی Paul Monroe را در پژوهشی که توسط رئیس‌جمهور وودرو ویلسون درخواست شده بود، یاری کرد.
پژوهش شامل ترجمه‌هایی بود که توسط دولت ایالات متحده آمریکا برای قوانین و مقررات اداری مدارس خارجی به کار گرفته شد. وی استاد چندین دانشگاه از جمله: دانشگاه ییل و دانشگاه جانز هاپکینز و دانشگاه کالیفرنیا از ۱۹۱۹ تا ۱۹۴۰ بود. وی همچنین در دانشگاه مکزیک در سال ۱۹۲۷ تدریس داشت. در اوایل دهه ۱۹۳۰ کندل یکسری سخنرانی در دانشگاه لندن، هاروارد و جاهای دیگر ایراد نمود. سخنرانی‌هایشان در لندن و هاروارد به صورت دو کتاب با عناوین (چشم‌انداز، آینده آموزش و پرورش)(معضل دموکراسی) منتشر گردید.
وی بیان می‌کند که دموکراسی به‌طور قابل ملاحظه‌ای ضعیف شده‌است، هنگامی که فرهنگ موجود در یک ملت دموکرات از جمله در ایالات متحده آمریکا، آزادی فردگرایانه و بدون قلمرو به افراد داده می‌شود بی‌آنکه به افراد برای افزایش حس مسئولیتشان آموزش داده شود. کار اصلی کندل بر روی آموزش و پرورش تطبیقی بود و وی سالیان دراز رهبر این رشته بود. از سال ۱۹۲۴ تل ۱۹۴۴ وی سردبیر کتب درسی آموزش و پرورش (Education yearbook) که بر روی آموزش و پرورش سراسر جهان تمرکز داشت. مؤسسه بین‌المللی دانشگاه کلمبیا بری نشر yearbook اسپانس شد.
کتابش با تمام (مقالاتی که در آموزش و پرورش تطبیقی) در سال ۱۹۳۰ منتشر شد، که این کتاب شامل مجموعه‌ای از مقالات و سخنرانی‌های او در طول دهه ۱۹۲۰ می‌شود. این کتاب به بحث و بررسی یر روی مشکلات آموزش و پرورش در ایتالیا، مکزیک و چندین کشور آمریکای لاتین و فرانسه- آلمان و بریتانیا می‌پردازد. در طول دهه ۱۹۳۰ وی از فعالیت‌های آموزشی خود در نیوزیلند و استرالیا نوشت. در ۱۹۳۳ شاهکارش به نام (آموزش و پرورش تطبیقی) منتشر شد. این کتاب به کتابی مقدس در این رشته برای سالیان درازی تبدیل گشت. این واقعیت که این کتاب به زبان‌های اسپانیایی- چینی – عربی ترجمه شده‌است نشان می‌دهد که محتوای این کتاب جهانی شده‌است. کندل در سال ۱۹۵۵ در عنوان کتاب تجدید نظر کرد، تحت عنوان «عصر جدید در آموزش و پرورش: یک مطالعه تطبیقی».
در طول جنگ جهانی دوم، دولت جامائیکا از کندل برای عضویت در کمیسیونی که برای مطالعه و بهبود آموزش متوسطه در کشورش بود دعوت کرد. کندل تنها شهروند آمریکایی بود که در این کمیسیون خدمت کرد، سندی که کندل و این کمیسیون به زودی نوشتند به «گزارش کندل در آموزش و پرورش» مشهور شد. وی در سراسر زندگی اش به کشورهای بسیاری به منظور مطالعه سیستم‌های آموزشی مدارس سفر نمود. آنچه را مشاهده می‌نمود، می‌نوشت و سخنرانی می‌کرد، پس از بازنشستگی از دانشگاه کلمبیا در ۱۹۴۶ وی همچنان فعال بود. در ۱۹۴۷ وی اولین Simon Research Fellow در دانشگاه منچستر گردید.
وی به عنوان سردبیر در مجله‌ای بریتانیایی «فصلنامه دانشگاه‌ها» از سال ۱۹۴۷ تا ۱۹۴۹ بود و از ۱۹۴۸ تا ۱۹۵۰ عنوان استاد مطالعات آمریکا. نیز رئیس بخش آموزشی در دانشگاه منچستر را عهده‌دار بود. او مشاور سازمان یونسکو گردید و مقالات بسیاری برای این سازمان نوشت. همچنین به عنوان مشاور به سازمان ملل متحد خدمت کرد. در سراسر زندگی طولانی اش از صلح جهانی و همکاری بین‌المللی دفاع کرد. یکی از دوستان کندل، ویلیام بریک من، که یک مورخ آموزشی ویک فرد برجسته در آموزش و پرورش تطبیقی است در مورد نوشته‌های کندل و نیز آشنایی کندل به بیش از ده زبان خارجی اشاره کرده‌است و گفته‌است: «کندل به عنوان سردبیر در انتخاب طرح‌ها پ، مقالات، موضوعات وو دیگر وظایف مرسوم بسیار مسئولیت پذیر بود».
کندل تا حد زیادی تحت تأثیر یکی از استادان برجسته بریتانیایی خود سر میشل سدلر بود. سدلر یکی از مؤلفان مشهور در موضوع آموزش و پرورش متوسطه و سیستم آموزشی عمومی در بریتانیا بود و نیز یکی از متخصصان در رشته آموزش و پرورش تطبیقی بود. کندل اشاره کرده‌است که سدلر آثار فراوانی در زمینه آموزش و پرورش تطبیقی داشت و کندل یادگرفت تا با زاویه دید گسترده‌تری به آثار اجتماعی، سیاسی سدلر بنگرد. سدلر بائر داشت که برای درک مؤثر سیستم آموزش و پرورش، باید مطالعاتی بر روی اثرات اجتماعی سیستم آموزش و پرورش صورت گیرد و این بسیار مهم‌تر از صرفاً مطالعه سیستم آموزشی به‌طور خاص می‌باشد. یکی دیگر از افرادی که بر روی تفکر کندل تأثیر داشت Paul .B. Monroe مدیر مؤسسه آموزشی Teachers College از سال ۱۹۱۵ تا ۱۹۲۳ بود.
کندل اهمیت نقش مطالعه تاریخ آموزش و پرورش را از مونرو آموخت به خصوص که این موضوع باعث پیشرفت رشته آموزش و پرورش تطبیقی شد. کتاب آموزش و پرورش مطالعه‌ای است از متغیرهای آموزش و پرورش‌هایی که در کشورهای ایالات متحده، بریتانیا، فرانسه، آلمان، ایتالیا و اتحاد شوروی در اواخر جنگ جهانی اول تا اوایل دهه ۱۹۳۰ رخ داده‌است، می‌شود. این کتاب شامل توصیفی فراتر از سیستم‌های آموزشی مدارس خارجی است که از دیدگاهی آموزشی مورد بررسی قرار گرفته‌اند. این کتاب همچنین مشکلات آموزشی هر کشور را فرض کرده و اهمیت حیاتی مطالعه اش در آموزش و پرورش تطبیقی را بیان می‌کند. کندل در کتاب «تولید نازی ها» (۱۹۳۵) خطرات رویکرد نژاد پرستانه هیتلر، جنگ طلبی و وحشی گری‌های وی را هشدار داده‌است و اثر آن بر آموزش و پرورش را ذکر می‌کند. در سال ۱۹۳۷ کندل کتابی تحت عنوان (تفاهم بین‌المللی از طریق برنامه درسی مدارس دولتی) انتشار داد.
در فصلی از این کتاب با عنوان "ناسیونالیسم هوشمند در برنامه درسی" وی بیان می‌کند تدریس در آموزش و پرورش بین‌المللی در تمام مدارس دولتی جهان: در هر نمره‌ای، در هر درسی و برای تمام دانش آموزان است و آموزش بین‌المللی تنها می‌تواند در سایه تدریس مناسب ملیتی ارتقا یابد. در متاب دیگری از مندل تحت عنوان "همکاریهای بین‌المللی: ملی و بین‌المللی" که در ۱۹۴۴ منتشر گردید، رئوس کلی نظریه آموزش و پرورش عالی در خالات بین‌المللی از طریق یک سازمان بین‌المللی مشخص شده. "همه باید صرف نظر از نژاد، رنگ‌ها یا مذاهبشان یاد بگیرند". کندل این ایده اش را به این صورت که جهان شهروندی با شرکت در کارهای ملی و محلی پیشرفت می‌کند ارتقا داد. ناسیونالیسم در اصطلاحات کندل یک کلمه موهن نبود بلکه وی ناسیونالیسم (ملی‌گرایی) را اساس آموزش بین‌المللی تدریس می‌دانست. کندل سردبیر مؤسسه بین‌المللی دانشگاه کلمبیا برای کتب سالانه آموزش و پرورش بود که تمام این Yearbook از ۱۹۲۴ تا ۱۹۴۴ منتشر شدند. هر کتاب سالانه تقریباً شامل ۱۲ بخش دربارهٔ آموزش و پرورش معاصر در کشورهای مختلف می‌شد. در بین سال‌های ۱۹۴۶ تا ۱۹۶۲ کندل برای سازمان ملل متحد و یونسکو به عنوان نویسنده، سردبیر و مشاور خدمت کرد. در سال ۱۹۴۶ کندل یکی از اعضای خاص کمیسیون یونسکو گردید و یک گزارش تحت عنوان "پایه آموزش و پرورش: زمینه مشترک برای همه افراد" به صورت کتاب در ۱۹۴۷ منتشر کرد. در ۱۹۴۷ به عنوان مشاور سازمان یونسکو، گزارشی تحت عنوان "مطالعه پروژه آموزش و پرورش برای درک بین‌المللی در مدارس کشورهای عضو یونسکو" منتشر کرد. با شرکت در سمپوزیوم حقوق بشر- یونسکو در سال ۱۹۴۹، فصلی از کتاب تحت عنوان "تفسیر و بیان حقوق بشر" را نوشت که وی در آن پیشنهاد اینکه تحصیل جزء قوق انسانی است و باید این به‌طور جهانی شناخته شود را ارائه نمود. در سال ۱۹۵۱ و یاولین سری از کتب شش‌گانه خود را در رابطه با تحصیلات اجباری توسط سازمان یونسکو منتشر کرد. از مارس تا سپتامبر ۱۹۵۵ کندل به عنوان مشاور در خدمت سازمان ملل برای طبقه‌بندی حقوق بشر بود. سرانجام کندل کتابی به اسپانیایی در ۱۹۶۲ توسط یونسکو در هاوانا، کوبا منتشر کرد. این کتاب با عنوان (به سوی حرفه تدریس) کتابی که حاصل بازتاب عمر کندل در رابطه با بهبود آمادگی معلم و افزایش حرفه تدریس بود. از ۱۹۰۹ تا ۱۹۱۳ وی به عنوان دستیار سردبیر برای دایره العارف مشهور آموزش و پرورش انتخاب گردید. در این دوره وی مقالات بسیاری در موضوعات مختلف در حوزه تاریخ آموزش و پرورش برای این دائرةالمعارف به نگارش درآورد. علاوه بر نگارش این مقالات و مقالات پژوهشی دیگر در این رشته، کندل آثار تاریخی دیگری چون "معرفی آموزش و پرورش آمریکایی"، "تاری برنامه درسی"، تاریخ آموزش و پرورش متوسطه"، "آموزش و پرورش آمریکایی در قر دوازدهم" پرداخت. بیشتر این نظریه‌های کندل امروزه نیز مدرن ب شمار می‌روند و در مدارس عمومی و یادگیری برای تمام عمر و در برنامه درسی تأثیرگذارند و این یادگیری‌های پایه‌ریزی شده در گذشته، و برای آموزش معلم تأثیرگذار در هر کلاسی مفید است.